# Feyi Pearce
Feyi Pearce (3 gennaio 1997) è un taekwondoka britannico.

## Palmarès
- Europei

Montreux 2016: bronzo nei 58 kg.